# Morgan (cheval)
Pour les articles homonymes, voir Morgan.
Le Morgan est une race de chevaux de selle originaire des États-Unis qui a la particularité d'être issue d'un seul étalon, Figure, propriété de l'éleveur Justin Morgan, à qui elle doit son nom. C'est un cheval de petite taille, compact et élégant, qui est aujourd'hui élevé sur l'ensemble du sol américain ainsi que dans de nombreux autres pays, en particulier au Canada et en Grande-Bretagne. Le Morgan est polyvalent et est utilisé aussi bien monté qu'attelé dans une grande variété de disciplines. Certains chevaux Morgan sont restés dans l'histoire, s'illustrant par exemple sous la selle de nombreux généraux au cours de la guerre de Sécession.

## Dénomination
D'après l'écrivain Giacomo Giammatteo, la seule graphie juste du nom de cette race de chevaux fait appel à une initiale en majuscule, dans la mesure où elle est nommée d'après un nom propre, celui de Justin Morgan.

## Histoire

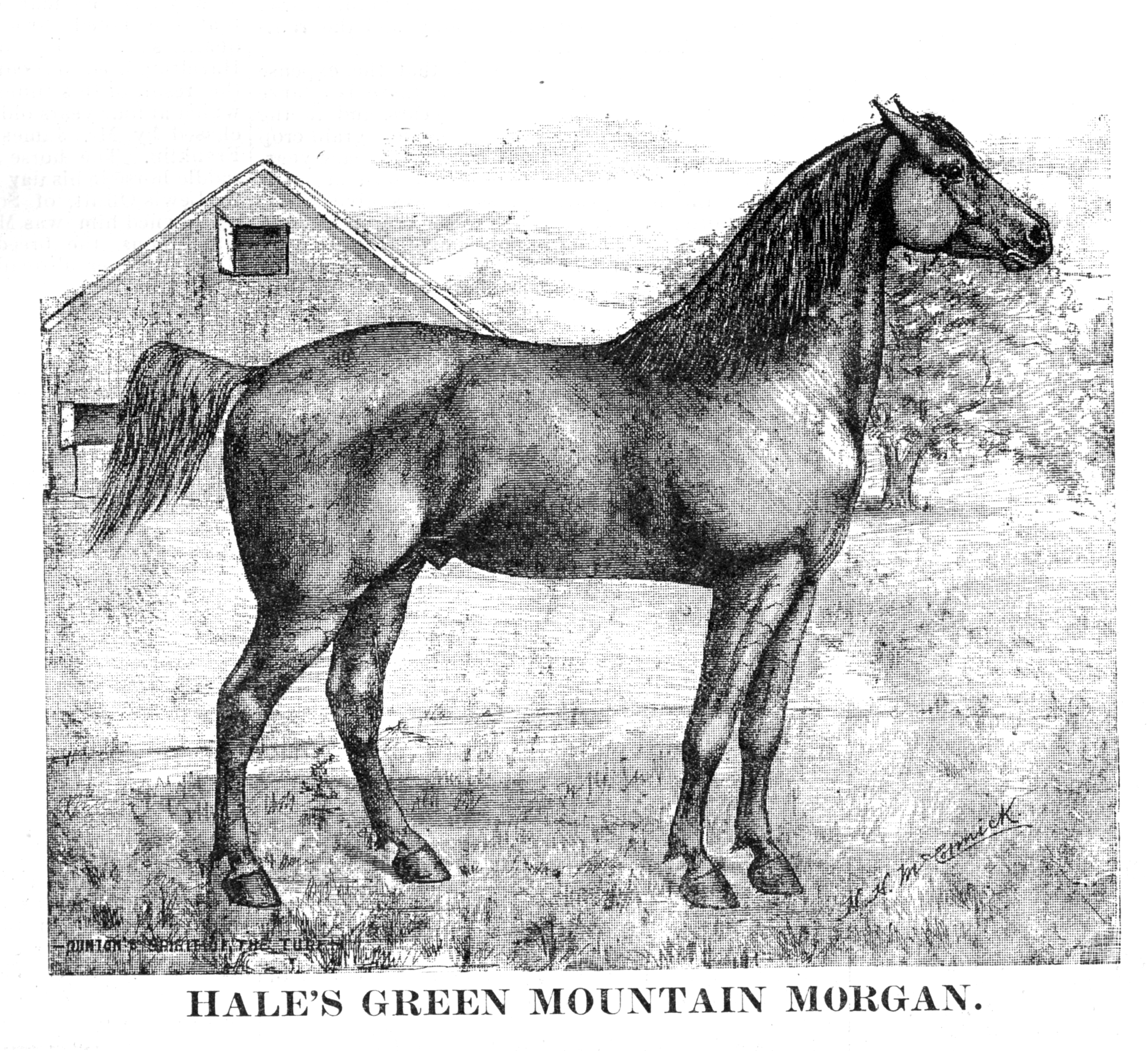
Hale's Green Mountain Morgan, cheval de race Morgan, 1888

L'une des particularités de cette race est d'être issue d'un unique étalon fondateur dont le nom est Figure. Figure est un cheval né en 1789 qu'achète Justin Morgan, un instituteur du Vermont. Les qualités naturelles de cet étalon en font une vedette locale en Nouvelle-Angleterre. Sa beauté, sa force, sa vitesse, sa vigueur et son endurance sont remarqués. Il est probable qu'il soit issu du Pur-sang True Briton, étalon reconnu pour ses grandes qualités de reproducteur. Mais d'autres théories lui attribuent des origines frisonnes ou encore welsh cob, alors qu'un récent documentaire québécois, Le petit cheval de fer, affirme plutôt, preuve ADN à l'appui, que le cheval Morgan serait plutôt descendant direct d'un cheval canadien. À la mort de Justin Morgan, Figure est racheté et passe sa vie aux travaux agricoles et forestiers, remportant des concours de traction de charges et aussi des courses, notamment de trot. Il devient alors connu sous le nom de son ancien propriétaire, soit le cheval de Justin Morgan. Il décède en 1821 du coup de pied, mal soigné, d'un autre cheval. Sa principale qualité fut de transmettre ses caractéristiques à sa descendance sur trois générations. Trois de ses fils sont les fondateurs de la race : Sherman, la Quenouille et Woodbury. Ils transmirent leur patrimoine génétique aux générations futures de chevaux Morgan. Au XIXe siècle, les chevaux sont utilisés comme animaux de trait en forêt ou dans les champs la semaine et pour tirer le boghei familial le dimanche. En 1840, plusieurs sélectionneurs dans le Vermont et le New Hampshire commencent à concentrer les lignes de Morgan. Le nombre d'individus est ainsi suffisamment élevé pour qu'un standard de race soit défini. Dans le milieu des années 1850, les poulains sont valorisés au prix fort. Ils sont utilisés en compétition ou pour les travaux agricoles. Ils participent à l'amélioration d'autres races dont le Quarter Horse. Au cours de la guerre de Sécession, le Morgan est utilisé monté pour la cavalerie et comme cheval d'artillerie. Ainsi la Première Cavalerie du Vermont était montée uniquement sur des Morgans 
.
Des sujets morgans participent à la formation de nombreuses autres races américaines comme le standardbred, le quarter horse, le tennessee Walker et l'american Saddlebred. Le premier registre d'élevage de Morgan a été publié en 1894. En 1909 est fondé le Morgan Horse Club dans le but de soutenir la race Morgan. L'association s'est développée avec la race et en 1971, elle subit une réorganisation et est rebaptisée sous le nom de American Morgan Horse Association. Elle se charge aujourd'hui de préserver, promouvoir et perpétuer le cheval Morgan.

## Description de la race

### Standard morphologique

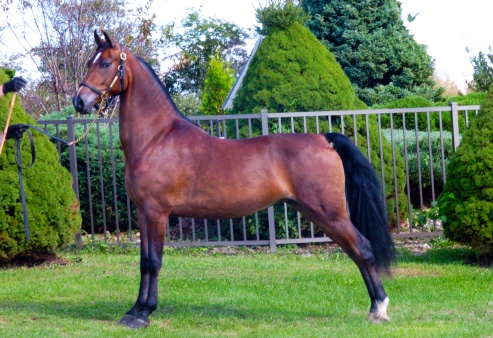
Cheval Morgan au modèle, en position parked out

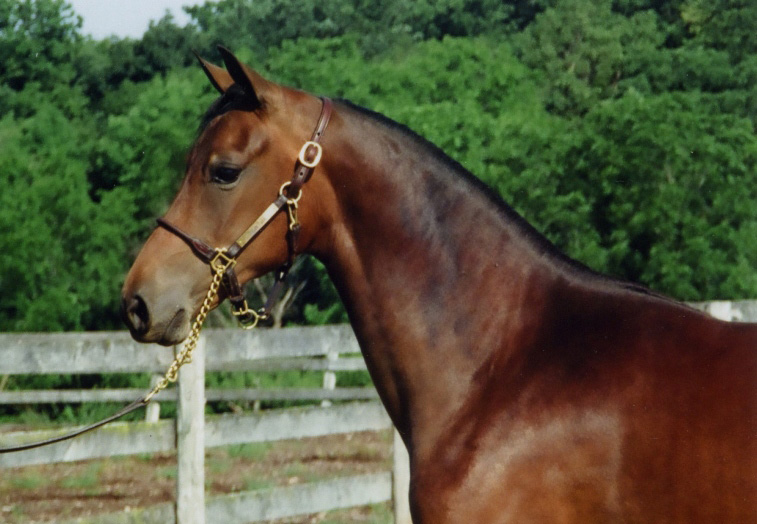
Tête d'un Morgan de couleur bai

Le Morgan est plutôt petit et d'un aspect plus raffiné et trapu qu'à ses origines.
Sa tête est expressive, plutôt large et courte avec un front plat et les ganaches prononcées.
Ses yeux sont vifs et intelligents.
Les narines sont grandes et les mâchoires harmonieuses. Les oreilles sont courtes et bien faites.
L'encolure est épaisse et musclée.
La ligne supérieure de l'encolure doit être beaucoup plus longue que la partie inférieure.
Sa crinière est fournie et abondante.
Sa queue est attachée haut, et porté gracieusement et droite.
L'épaule est longue et musclée. Son dos est court et très robuste. Sa croupe et son rein sont musclés et puissants.
Les membres sont droites, bien faits et robustes avec des canons courts.
Les pieds sont proportionnés à la taille du cheval, ronds, ouverts au talon, avec une sole concave. La corne est particulièrement solide.
Le Morgan peut faire l'objet d'une ferrure particulière de manière à produire une action élevée artificielle. Mais ferré normalement, c'est un cheval à l'action souple, sans relèvement excessif des genoux.

### Robe
Sa robe est principalement baie, baie-brune et alezane, mais l'on trouve aussi une très grande variété de robes comme le gris, le palomino, le crème, le sabino ou l'isabelle. La Rainbow Morgan Horse Association a été créée en 1990 pour promouvoir et encourager, en collaboration avec l'American Morgan Horse Association, l'élevage de chevaux de couleur chez les Morgans.

### Tempérament
Le Morgan est un cheval énergique, intelligent et docile,.

### Allures
Le Morgan a fait l'objet d'une étude visant à déterminer la présence de la mutation du gène DMRT3 à l'origine des allures supplémentaire : l'étude de 50 sujets a permis de détecter la présence de cette mutation chez 14 % d'entre eux, confirmant l’existence de chevaux avec des allures supplémentaires (singlefoot) parmi les chevaux de la race. 

## Diffusion de l'élevage
Aujourd'hui la race compte plus de 179 000 Morgans enregistrés aux Etats-Unis ainsi qu'à l'étranger. Le Morgan est actuellement présent sur l'ensemble des 50 États américains et dans plus de 20 pays étrangers. Il l'est en particulier au Canada où le premier Morgan a été importé officiellement en 1938, même si sa présence dans le pays est probablement bien antérieure, malgré l'absenxe de preuves irréfutables. La race est gérée par la Canadian Morgan Horse Association. Le Morgan est aussi présent en Grande-Bretagne où la race est gérée par la British Morgan Horse Society fondée en 1975.
Par ailleurs, l'ouvrage Equine Science (4e édition de 2012) le classe parmi les races de chevaux de selle connues au niveau international.

## Utilisations

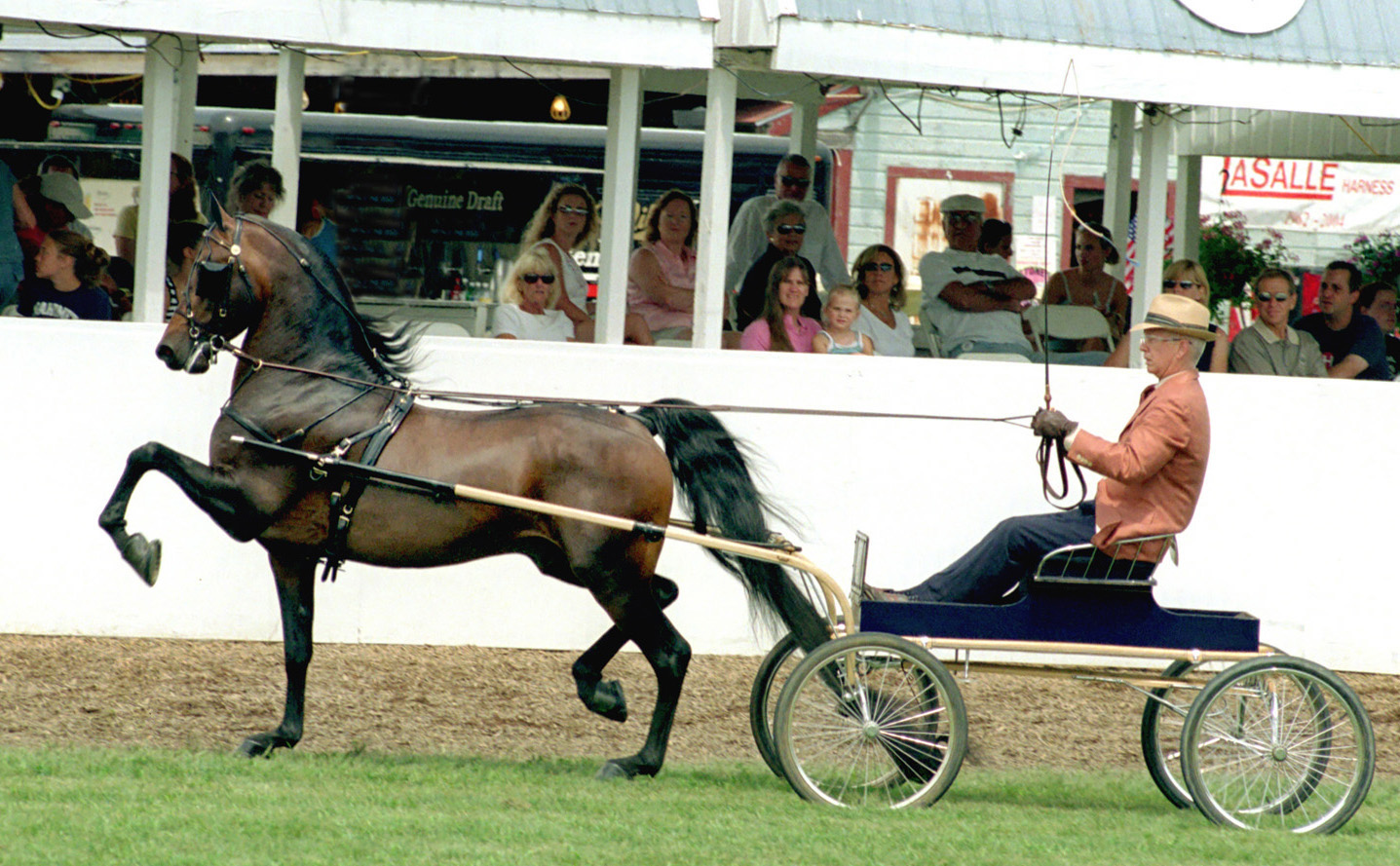
Morgan attelé lors d'un show

Le Morgan est un cheval très polyvalent. Il peut être monté aussi bien en équitation classique qu'en western. Il est recherché pour les exhibitions aux États-Unis où il excelle tant en attelage que monté. Il peut aussi pratiquer à son niveau des disciplines aussi variées que le saut d'obstacles, le dressage, le concours complet, l'attelage ou l'endurance. On retrouve souvent le Morgan dans les centres équestres où leur docilité est très appréciée. Son utilisation en équithérapie est aussi notable, le confort de ses allures étant un véritable atout.

## Le Morgan dans la culture
Laura Ingalls Wilder dans son livre Un enfant de la terre raconte l'enfance de son futur mari dans une ferme qui élevait des chevaux Morgan. Son père et lui en étaient des inconditionnels.
C'est le mammifère officiel de l'état du Vermont, aux États-Unis.

## Chevaux célèbres
- Rienzi, aussi connu sous le nom de Winchester était la monture du général Philip Sheridan et a été commémoré dans la poésie et la peinture par Thomas Buchanan Read.
- Little Sorrel était le cheval du général confédéré Stonewall Jackson pendant la guerre de Sécession.
- Charlemagne était la monture du général Joshua Lawrence Chamberlain lors de la bataille de Gettysburg en juillet 1863[5].